# Tallbergstjärnen, Västmanland
Tallbergstjärnen är en sjö i Hällefors kommun i Västmanland och ingår i Norrströms huvudavrinningsområde. Sjöns area är 0,012 kvadratkilometer och den befinner sig 229 meter över havet.